# Egide Ntakarutimana
Egide Ntakarutimana (21 ottobre 1997) è un mezzofondista burundese.

## Palmarès
| Anno | Manifestazione           | Sede     | Evento         | Risultato | Prestazione | Note                          |
| ---- | ------------------------ | -------- | -------------- | --------- | ----------- | ----------------------------- |
| 2022 | Mondiali                 | Eugene   | 10000 m piani  | 18º       | 28'24"07    |                               |
| 2023 | Mondiali di cross        | Bathurst | Corsa seniores | 57º       | 32'42"      |                               |
| 2023 | Mondiali di cross        | Bathurst | A squadre      |           |             |                               |
| 2023 | Mondiali                 | Budapest | 5000 m piani   | Batteria  | 13'37"53    |                               |
| 2023 | Mondiali corsa su strada | Riga     | 5 km           | 13º       | 13'35"      | Miglior prestazione personale |
| 2024 | Giochi olimpici          | Parigi   | 5000 m piani   | Batteria  | 14'11"29    |                               |

## Altre competizioni internazionali
2022
- 12º alla Cinque Mulini ( San Vittore Olona) - 29'56"
- Bronzo al Cross della Vallagarina ( Villa Lagarina) - 27'17"

2023
- 12º all'Athletissima ( Losanna), 5000 m piani - 13'27"75
- 16º alla 10K Valencia Ibercaja ( Valencia) - 28'00"
- 5º al Campaccio ( San Giorgio su Legnano) - 29'08"
- Oro al Cross della Vallagarina ( Villa Lagarina) - 27'27"[1]

2024
- 4º al Campaccio ( San Giorgio su Legnano) - 29'53"
- 8º alla Cinque Mulini ( San Vittore Olona) - 28'13"
- 4º al Cross de Atapuerca ( Atapuerca) - 25'48"

2025
- 10º al Campaccio ( San Giorgio su Legnano) - 33'07"